# Great Easton (Essex)
Great Easton – wieś w Anglii, w hrabstwie Essex, w dystrykcie Uttlesford. Leży 22 km na północny zachód od miasta Chelmsford i 55 km na północny wschód od Londynu.